# Король лісорубів (фільм, 1940)
«Король лісорубів» (англ. King of the Lumberjacks) — американський бойовик 1940 року, режисера Вільяма Клеменса. У головних ролях знялись Джон Пейн, Глорія Діксон та Стенлі Філдс.
Над фільмом також працював артдиректор Есдрас Хартлі.

## У ролях
- Джон Пейн — Джеймса Ебботт
- Глорія Діксон — Тіни Мартін Дерібо
- Стенлі Філдс — Домініка Дерібо
- Джо Сойєр — Джиггер, лісоруб
- Віктор Кіліан — Джо
- Ерл Двайр — доктор Венс
- Герберт Гейвуд — Ларамі, інженер поїзда
- Г. Пет Коллінз — містер Грегг
- Джон Шиган — бармен
- Пет Вест — другий офіціант
- Нет Карр — Шорті, перший офіціант
- Джек Мауер — Ред, водій вантажівки
- Джон Міллер — Кукі, повар

## Зовнішні посилання
- Король лісорубів на сайті IMDb (англ.)